# Guntramsdorf
Guntramsdorf è un comune austriaco di 9 267 abitanti nel distretto di Mödling, in Bassa Austria; ha lo status di comune mercato (Marktgemeinde). Tra il 1938 e il 1954 è stato accorpato alla città di Vienna, il comune si chiama così in onore di Guntram il ricco, che è considerato il capostipite della casa d'Asburgo.